# OFF (videogioco)
OFF è un RPG indipendente surrealista, ideato da Mortis Ghost, pseudonimo di Martin Georis. Creato con RPG Maker 2003, è stato distribuito gratuitamente a partire dal 5 giugno 2008, originariamente in francese. Il gioco ha però ricevuto diverse traduzioni amatoriali, fra cui una in inglese che lo ha portato alla notorietà.  
Per il suo stile unico, e il modo con cui viene narrata la storia e coinvolto il giocatore in essa, il gioco è considerato una notevole ispirazione per altri progetti indipendenti.  
Un remaster è stato annunciato per il 15 agosto 2025, con nuova musica composta da Toby Fox e Nightmargin, creatore di One Shot.

## Trama
Il gioco inizia con una voce esterna che, dopo aver chiesto il proprio nome e genere, affida al giocatore il protagonista, il Battitore, con la richiesta di assisterlo nel fargli portare a termine la sua sacra missione: purificare il mondo. 
Il gioco inizia nella Zona 0, un'area tutorial dove s'incontra il Giudice, un gatto che parla in maniera verbosa e sibillina, e che seguirà il Battitore durante la sua avventura. Una volta finita la prima zona, si arriverà nel Nulla, l'hub da cui è possibile selezionare le zone seguenti in ordine lineare.  
In ogni zona (tre in totale), il Battitore sconfiggerà non solo spiriti che imperversano nell'area e terrorizzano i suoi abitanti, gli insicuri Elsen, ma anche i Guardiani di ogni zona, che non riescono più a gestirla: Dedan, il rude guardiano della Zona 1, è perennemente arrabbiato e maltratta i suoi sottoposti di continuo; Japhet, l'uccello guardiano della Zona 2, è diventato eccessivamente paranoico ed è impazzito, perché non si sentiva abbastanza elogiato per le azioni condotte nella sua Zona; infine Enoch, il guardiano della Zona 3, mantiene tutti gli abitanti del proprio segmento grazie al lavoro nella fabbrica di zucchero, uno degli elementi essenziali del mondo assieme ai quattro conosciuti da tutti di metallo, carne, plastica e fumo, ma li usa come ingrediente principale per produrre lo zucchero quando sono a corto di forze. 
Una volta purificate tutte le zone precedenti, si aprirà l'ultima, denominata Stanza. Al contrario delle altre zone, che erano interi mondi abitati, Stanza è un unico edificio su più piani dalla strana architettura dove risiede il creatore del mondo, il malato bambino Hugo. Esplorando l'edificio, si spiegheranno alcuni momenti della sua vita, come il rapporto con i Guardiani. Nella penultima stanza, il Battitore sconfigge la Regina, ultimo Guardiano e unico che rispetta, e infine sconfiggerà Hugo. 
Con il mondo ormai quasi completamente privo di vita, il Battitore si dirige verso la stanza che Hugo proteggeva, la quale contiene un interruttore che, se spento, cancellerà il mondo, completando così la sua missione. Tuttavia, il Giudice lo raggiunge prima che il giocatore possa terminare l'azione e, dopo essersi lamentato di come si è comportato, chiederà di mettersi dalla sua parte per fermare il Battitore. 
Se il giocatore sceglierà di farlo, si scontrerà con una forma mostruosa del Battitore: dopo averlo sconfitto, il Giudice rimarrà a salvaguardare quel mondo ormai morto, nel cosiddetto "Finale Speciale". 
Se, invece, sceglierà di rimanere a fianco del Battitore, il Giudice verrà ucciso in una battaglia, e l'interruttore verrà premuto, cancellando il mondo per sempre, nel cosiddetto "Finale Ufficiale".
È presente anche un finale scherzo, che si ottiene raggiungendo uno dei due finali prima descritti con addosso un oggetto ottenibile dal negozio, che il negoziante Zacharie scambierà dopo aver ottenuto altri tre oggetti trovabili solo nelle zone purificate, uno per ciascuna zona, e uno ottenibile dopo aver sconfitto un boss opzionale nella Zona 0, Sucre. In questo finale, delle scimmie spaziali arriveranno per prendere possesso del mondo purificato e costruire il loro robot gigante per combattere i loro nemici.

## Modalità di gioco
Scopo del gioco è visitare le varie zone in una sequenza lineare, per purificarle dagli spettri. Durante l'esplorazione, avverranno battaglie casuali che si combatteranno con un sistema a turni tipico degli RPG, che è possibile automatizzare. Per aiutare con le battaglie, durante la storia, si aggiungeranno al gruppo degli Add-On, cerchi bianchi con poteri purificatori. Al di fuori delle battaglie, i tre cerchi (Alpha, Omega ed Epsilon) non avranno alcuno scopo. Per ottenere un migliore equipaggiamento è necessario o esplorare il mondo, per trovarlo negli scrigni, o acquistarlo in vari negozi, tutti gestiti da Zacharie, con le monete (chiamate crediti) ottenute dai combattimenti.
Nell'esplorazione saranno anche presenti dei rompicapi da risolvere.
Dopo aver purificato una zona, sarà possibile ritornarci. Le zone avranno perso tutto il loro colore, nessun abitante sarà più presente e, al posto degli spettri, ci saranno nuovi mostri che arriveranno da combattere.

## Colonna sonora
La colonna sonora, composta interamente da Alias Conrad Coldwood, è perlopiù elettronica sperimentale, dalle atmosfere oscure. È stata descritta come piena di ritmo, sia divertente che angosciante.

### Tracce
- Global
- Silencio
- Fourteen Residents
- Pepper Steak (traccia in sottofondo alle battaglie casuali)
- Not Safe
- Stay in Your Coma (traccia del Game Over)
- Empty Warehouse
- Tender Sugar (traccia della boss fight contro Sucre)
- Rainy Day (And Meat)
- Soft Breeze
- Clockwork
- Flesh Maze Tango
- Fake Orchestra (traccia della boss fight contro Dedan)
- Desperatly Safe
- The Walls Are Listening
- Windows Licking
- A Stab of Happiness
- Unreasonable Behaviour
- Minuit À Fond La Caisse (traccia della boss fight contro Japhet)
- Burned Bodies
- Yesterday Was Better
- Some Rudiments of Propriety
- Magic Pipe
- Endless Hallway
- Front Gate
- The Race of a Thousand Pounds
- O Rosto de Um Asassino (traccia della boss fight contro Enoch)
- The Race of a Thousand Ants
- Silence
- Brain Plague (Rewind and Re-Reversed)
- Grey Pencil
- Panic in Ballville (Level 1)
- Panic in Balville (Boss)
- The Meaning of His Tears
- The Woman of Your Dreams (traccia della boss fight contro la Regina)
- Avatar Beat (traccia della boss fight opzionale contro il Battitore)
- Just like a bunch of monkeys fighting underwater (traccia del finale scherzoso)

## Accoglienza
OFF è stato perlopiù ignorato dalla critica specializzata. Heidi Kemps, di PC Gamer, lo ha definito "un RPG memorabile, pieno di rompicapi complicati, simbolismi bizzarri, e temi complicati da affrontare", mentre Adam Smith di Rock Paper Shotgun lo ha raccomandato a chi apprezzasse "gli RPG bizzarri ed inquietanti", e Lorenzo Lunardi di PopSpace l'ha elogiato per l'atmosfera horror che riesce a creare. 
Nonostante la poca attenzione della critica, il gioco è stato molto apprezzato dai giocatori francofoni, dove ha anche vinto un contest di videogiochi organizzato da videogiocatori, l'Alex d'Or: la prima volta nel 2007, in una versione incompleta, per Migliore originalità e nel 2009, per la sua versione completa, per Miglior Gioco, Originalità, Personaggi e Migliore Immersione. Risulta anche aver vinto alla sessione del 2008, sebbene essa non sia stata alla fine tenuta.
Il gioco è stato tradotto in inglese un anno dopo la pubblicazione della sua versione definitiva dal Reconstructed Game Team, di cui faceva parte Terry Cavanagh. In seguito, il gioco ha guadagnato molta notorietà, per lo stile e il modo di raccontare la sua storia, soprattutto su Tumblr, dove nel 2013 è stato il quinto videogioco più rebloggato. Il gioco è anche stato tradotto in russo, spagnolo, portoghese, giapponese, polacco e tedesco, ed è anche stata revisionata la versione inglese, correggendo errori di traduzione dal francese, eliminando le espressioni più scurrili e introducendo un'opzione non-binaria. Su OFF sono stati creati diversi fangame, ed è stato un'ispirazione per molti giochi indie, prodotti in RPG Maker o meno, come Undertale, che è stato ispirato per alcuni dei suoi personaggi da Dedan e Zacharie.
Il 16 marzo 2024 è stata pubblicata una traduzione in italiano del gioco dall'utente MrTraduttore. La traduzione è stata in corso lavorazione per un anno circa, ed è basata sui file della versione spagnola, ma tradotta in base al testo in francese, dapprima usando il programma Translator++, e poi riversando la traduzione su RPG Maker 2003 per ovviare a varie problematiche, come scritto sul file leggimi di questa. La versione attuale è la 1.2.6.